# James Naismith

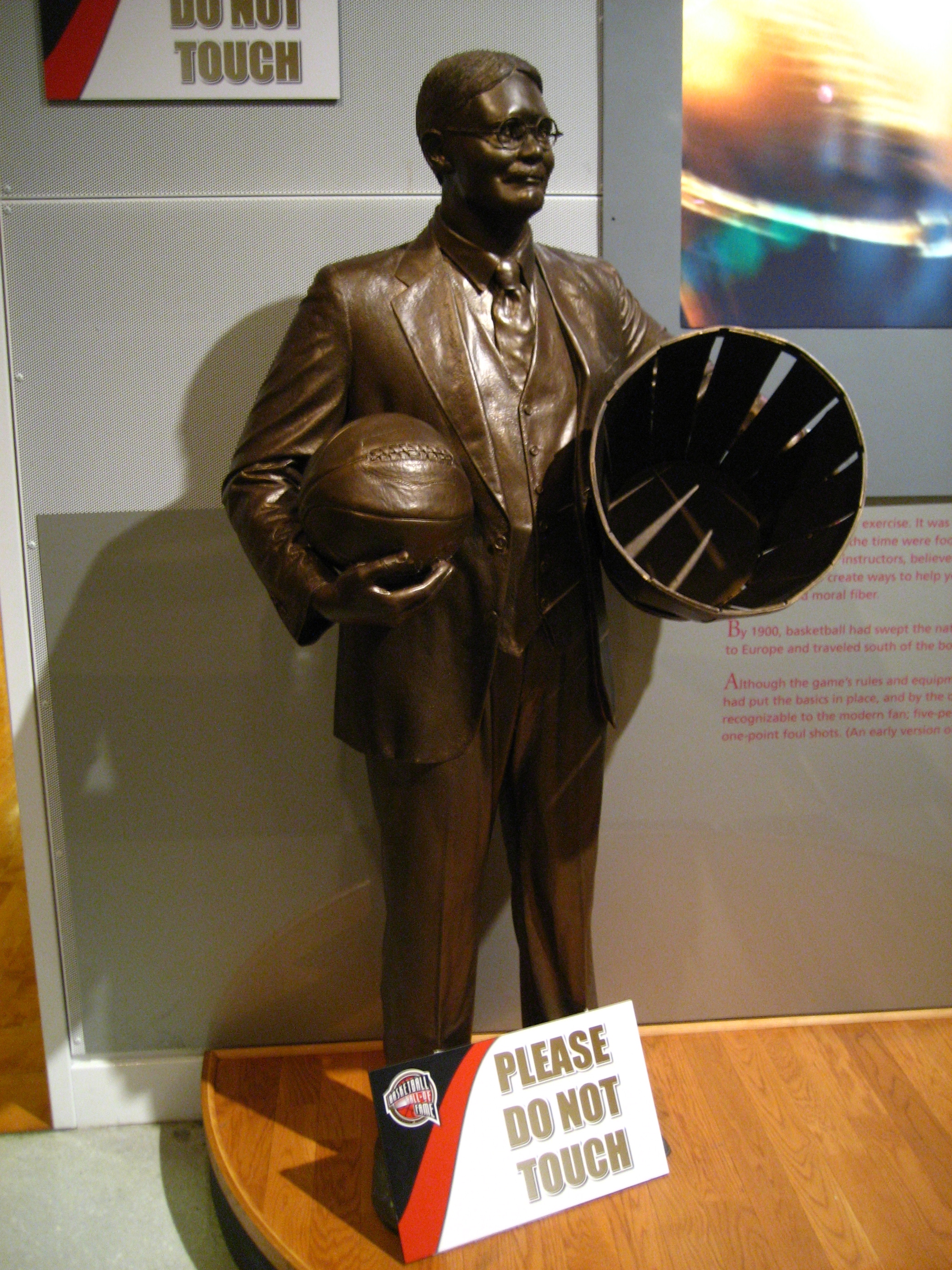
Figura Jamesa Naismitha w muzeum Basketball Hall of Fame w Springfield, Massachusetts

James Naismith (ur. 6 listopada 1861 w Almonte, Ontario, zm. 28 listopada 1939 w Lawrence, Kansas, USA) – kanadyjski lekarz, pastor i kapelan wojskowy, twórca koszykówki. Był też propagatorem wykorzystania kasków w sportach kontaktowych.

## Życiorys
Urodził się w Almonte, w prowincji Ontario, w Kanadzie, jako syn szkockich imigrantów, którzy przybyli do Kanady 9 lat wcześniej. Ukończył studia w zakresie wychowania fizycznego na Uniwersytecie McGilla w 1888. Otrzymał również dyplom w Presbyterian Theological College w Montrealu (Quebec) w 1890. W 1898 otrzymał tytuł lekarza medycyny na Gross Medical College (dziś część Uniwersytetu Colorado).
Od 1891 pracował jako nauczyciel wychowania fizycznego w YMCA International Training School w Springfield (stan Massachusetts). Poproszono go, by wymyślił jakieś zajęcie dla nudzących się w salach gimnastycznych uczniów.
Inspiracją stała się dla niego dziecięca gra popularna w Ontario nazywana „Kaczka na kamieniu” (Duck-on-a-Rock). Pierwsza gra odbyła się 21 grudnia 1891. Naismith umieścił w sali dwa kosze i podzielił swoich uczniów na dwa 9-osobowe zespoły. 15 stycznia 1892 zasady koszykówki zostały opublikowane.
Koszykówka rozpowszechniła się najpierw w USA, a potem dotarła do Europy. Dodano ją do programu igrzysk olimpijskich w Berlinie w 1936.
Naismith został trenerem uniwersyteckiej drużyny koszykówki na Uniwersytecie Kansas. W latach 30. brał udział w pracach Amerykańskiego Stowarzyszenia Międzyuczelnianej Koszykówki (National Association of Intercollegiate Basketball), w 1936 otrzymał tytuł honorowego prezydenta Międzynarodowej Federacji Koszykówki. Pośmiertnie został wpisany do międzynarodowej Hall of Fame koszykówki (1959).

## Życie osobiste
Naismith ożenił się z Maude Sherman w 1894. Mieli pięcioro dzieci. 4 maja 1925 otrzymał obywatelstwo USA. W 1937 zmarła jego żona. Naismith ożenił się ponownie w czerwcu 1939 z Florence Kincade. Zmarł na udar mózgu 6 miesięcy później w Lawrence (Kansas). Pochowano go razem z pierwszą żoną.